# 鈴木裕一
鈴木 裕一（すずき ゆういち、1946年9月 - ）は、日本の医師、医学者（生理学）。学位は医学博士（東北大学・1975年）。静岡県立大学名誉教授。
静岡県立大学食品栄養科学部教授・大学院生活健康科学研究科教授、日本消化吸収学会理事。

## 来歴

### 生い立ち
1946年9月に生まれた。東北大学の医学部にて医学を学び、1971年3月に卒業した。また、医師国家試験に合格しており、1971年に医籍登録が行われている。その後、東北大学の大学院に進学し、医学研究科を1975年3月に修了した。なお、東北大学より医学博士の学位を授与された。論文の題は 「Sugar transport in guinea pig small intestine : sugar influx across the brush boroler membrane and sugar-transport potential(モルモット小腸における糖輸送系の性質 : 特に刷子縁膜糖輸送と輸送電位の関係)」。

### 医学者として
大学院修了の翌年4月、母校である東北大学に採用され、医学部の助手を務めることになり、生理学第一講座を担当した。1979年2月、山形大学に転じ、医学部にて助教授に就任し、生理学第二講座を担当した。その後、一時教職を休職したのち、1993年6月に静岡県立大学に採用され、食品栄養科学部の助教授に就任した。1995年4月、静岡県立大学の食品栄養科学部にて、教授に昇任した。
現在は、静岡県立大学の食品栄養科学部にて、栄養生命科学科の教授を務めている。また、静岡県立大学の大学院に設置された生活健康科学研究科にて、食品栄養科学専攻の教授も兼任している。自身の研究室として、生理学研究室を主宰している。なお、日本消化吸収学会では理事を務めるなど、各学会の役職も務めている。

## 研究
医学部や医学研究科の出身であり、医師免許も所持していることから、専門領域は医学である。特に、生理学に関する分野を専門としている。特に、腸管についての研究が知られている。具体例としては、腸管の上皮に発現する酸塩基トランスポーターについての調査や、腸管に関連する電解質の栄養代謝についての調査を行っている。

## 略歴
- 1946年9月 - 誕生。
- 1971年3月 - 東北大学医学部卒業。
- 1975年3月 - 東北大学大学院医学研究科修了。
- 1976年4月 - 東北大学医学部助手。
- 1979年2月 - 山形大学医学部助教授。
- 1993年6月 - 静岡県立大学食品栄養科学部助教授。
- 1995年4月 - 静岡県立大学食品栄養科学部教授。

## 著作

### 共著
- 本郷利憲ほか編集『標準生理学』4版、医学書院、1996年。ISBN 9784260101318
- 杉山雄一編集『薬物バイオアベイラビリティ評価と改善の科学――より良き医薬品開発のために』現代医療社、1998年。ISBN 9784877430092
- 岩瀬善彦・森本武利編集『やさしい生理学』改訂4版、南江堂、2000年。ISBN 9784524220649
- 本郷利憲・廣重力監修、豊田順一ほか編集『標準生理学』5版、医学書院、2000年。ISBN 9784260101363
- 本郷利憲・廣重力・豊田順一監修、小澤瀞司ほか編集『標準生理学』6版、医学書院、2005年。ISBN 9784260101370

### 共訳
- William F. Ganong著、星猛ほか共訳『医科生理学展望』丸善、2000年。ISBN 9784621047323
- William F. Ganong著、岡田泰伸ほか訳『医科生理学展望』丸善、2002年。ISBN 9784621070093
- William F. Ganong著、岡田泰伸ほか訳『ギャノング生理学』丸善、2004年。ISBN 9784621073780

## 関連人物
- 星猛